# Jerônimo Rodrigues
Jerônimo Rodrigues Souza, ou surnommé Jerônimo Rodrigues, né le 3 avril 1965 à Aiquara, est un Ingénieur agronome et homme politique brésilien, membre du PT. Il est le gouverneur de Bahia depuis le 1er janvier 2023.
Premier gouverneur indigène de l'histoire du Brésil, il intègre le Parti des travailleurs dans les années 1990. En 2006, il participe à la campagne et au mandat du gouverneur de Bahia Jaques Wagner. Il intègre son administration, avant d'être recruter dans l'un des ministères de la présidente Dilma Rousseff dans les années 2010.
En 2015, il est recruté par le gouverneur de Bahia Rui Costa (PT) et devient deux fois secrétaire d'État entre 2015 et 2022. Lors de son élection en tant que gouverneur en 2022, il participe et remporte sa première élection.

## Biographie

### Origines et famille
Jerônimo Rodrigues est né le 3 avril 1965 à Aiquara. Il est l'un des neuf enfants de la couturière Maria Cerqueira et de l'agriculteur Zeferino Rodrigues. Enfant, il a vécu dans une communauté rurale près de Rio de Contas.
À l'âge de neuf ans, il déménage à Jequié et a commencé à étudier dans une école publique et vivre avec ses cinq sœurs, dont Marta Rodrigues, actuelle conseillère municipale de Salvador et membre du PT.

### Etudes et parcours professionnel
Après avoir terminé ses études secondaires, Jerônimo passe et réussit un examen d'entrée en ingénierie agricole à l'université fédérale de Bahia à Salvador, après avoir étudié à partir de 1987 sur le campus de Cruz das Almas. 
Diplômé en 1991, il réussit un concours public pour devenir professeur permanent à l'université d'État de Feira de Santana, où il a enseigné plusieurs matières et est ensuite devenu directeur adjoint du Département de sciences sociales appliquées. Lorsqu'il a commencé sa maîtrise en sciences agricoles à l'université fédérale de Bahia, il est retourné à Aiquara pour enseigner au Colégio Municipal Américo Souto.

### Vie privée
À l'université et lors de ses études, il rencontre sa femme Tatiana Velloso, également agronome et professeure à l'université fédérale de Recôncavo da Bahia, avec qui il a un fils, João Gabriel.

### Parcours politique

#### Ralliement au PT et recrutement par Jaques Wagner
Alors qu'il était étudiant à l'université fédérale de Bahia, Jerônimo a rejoint le Parti des travailleurs en 1990, étant actif dans les mouvements étudiants et sociaux. 
En 2006, il participe activement à la campagne du de Jaques Wagner pour le poste de gouverneur de Bahia, qui a été élu. Jerônimo a rejoint l'équipe du Secrétariat de la Science, Technologie et de l'Innovation du gouverneur. En 2010, il rejoint le Secrétariat de Plan de l'État.

#### Collaborateur de l'administration de Jaques Wagner et Dilma Rousseff
Après un travail au sein de son administration, Jaques Wagner le nomme au gouvernement national de la présidente Dilma Rousseff. Entre 2011 et 2012, il est nommé secrétaire exécutif adjoint et conseiller spécial au ministère du Développement agraire, secrétaire national du Développement territorial, exécutif secrétaire du Programme Pro Território - Cumbre Ibero-Americana et du Conseil national pour le Développement rural durable.

#### Secrétaire d'État du gouverneur Rui Costa
En 2015, Jerônimo Rodrigues est nommé secrétaire d'État au Développement rural dans l'administration du gouverneur Rui Costa. Il est le coordinateur de la campagne de la réélection de Rui Costa en 2018. Après sa seconde victoire, il est nommé secrétaire à l'Éducation en 2019.
Son action à l'Éducation s'est concentrée sur la création de milliers de places dans des cours professionnels à travers le programme Educar para Trabalho. Pendant la pandémie de COVID-19, il a mis en œuvre la Bolsa-Presença, qui offrait une aide mensuelle aux familles des étudiants inscrits dans le public, et Mais Futuro, pour maintenir les jeunes à l'université avec un soutien financier, ainsi que des chèques alimentaires étudiants. 
Au cours de la première année de fonction en tant que secrétaire d'État à l'Éducation, il a reçu la Mention élogieuse du 2 juillet, la plus haute distinction accordée par l'Assemblée législative de Bahia, et le titre de citoyen de Salvador, accordé par le conseil municipal de Salvador.

#### Gouverneur de Bahia
En 2022, Jerônimo Rodrigues participe à sa première élection, en tant que candidat à la fonction de gouverneur de Bahia. Il est soutenu par la coalition "Pour Bahia, pour le Brésil", composée du Brésil de l'espoir (PT - PCdoB - PV), du PSD, MDB et Avante.

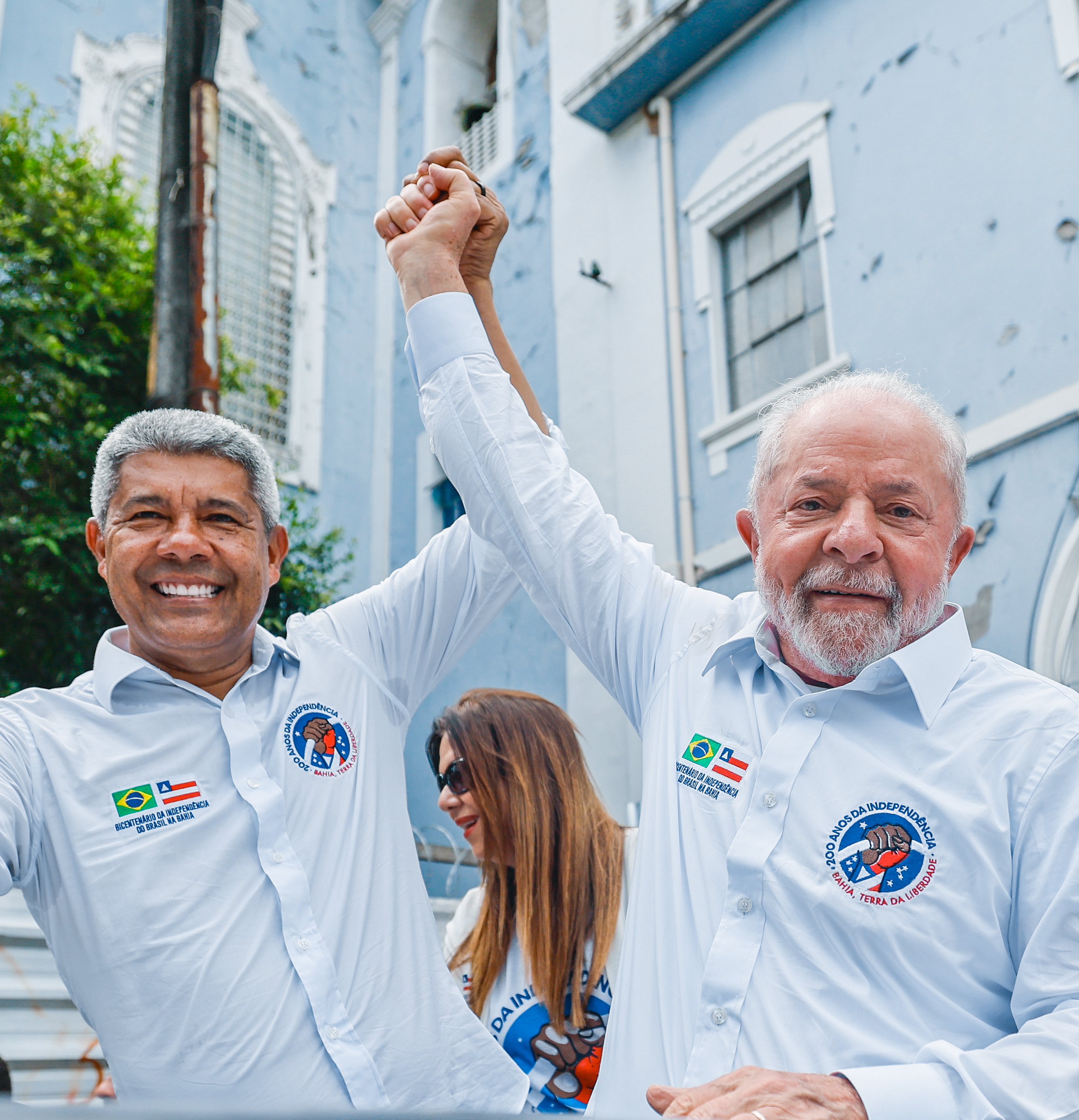
Jerônimo Rodrigues et Lula en juillet 2023.

Son colistier et candidat en tant que vice-gouverneur est Geraldo Júnior (MDB), vice-président sortant du Conseil municipal de Salvador. À l'issue du premier tour, il est en tête avec 4 019 830 voix mais ne parvient pas à être élu au premier tour, une première depuis 1994 et contrairement à ses prédécesseurs du PT. Lors de la campagne du second tour pour l'élection du gouverneur et pour l'élection présidentielle, Lula participe à un meeting pour soutenir Jerônimo Rodrigues, accompagné du gouverneur Rui Costa.
À l'issue du second tour, il remporte l'élection avec 4 480 464 voix face à Antônio Carlos Magalhães Neto (UNIÃO). Jerônimo Rodrigues devient le premier gouverneur indigène de l'histoire du Brésil,.